# Wrede (Familienname)
Wrede ist ein deutscher Familienname.

## Namensträger

### A
- Adam Wrede (1875–1960), deutscher Philologe und Sprachwissenschaftler
- Adolph von Wrede (1807–1863), deutscher Arabienreisender
- Adrian von Wrede-Melschede (1862–1935), preußischer Jurist und Landrat des Kreises Heinsberg
- Adrian de Wrede († 1599), Domherr in Münster
- Alexandra von Wrede (1926–2018), deutsch-ungarische Wohltäterin und Ehrendame des Souveränen Malteserordens
- Andreas Wrede (* 1956), deutscher Journalist
- Anja Wrede (* 1968), deutsche Spieleautorin
- Aviva Wrede (* 1999), schwedische Schauspielerin

### B
- Barbara Wrede (* 1966), deutsche bildende Künstlerin
- Bert Wrede (* 1961), deutscher Komponist, Bühnen- und Filmmusiker
- Borchard Wrede, deutscher Handwerker, Mitglied im Lübecker Bürgerausschuss 1530

### C
- Carl von Wrede (Landrat) (1830–1901), deutscher Verwaltungsjurist, Landrat von Warendorf
- Carl Joseph von Wrede (1761–1829), deutscher Priester, Beamter und Politiker, MdL Hessen
- Carl Philipp von Wrede (1767–1838), deutscher Generalfeldmarschall und Politiker
- Caspar Wrede (Domherr) († 1570), Domherr in Münster
- Caspar Wrede (Regisseur) (1929–1998), finnischer Filmregisseur
- Christian Wrede (1896–1971), deutscher Bildhauer
- Christian Maria Anton von Wrede (1747–1802), deutscher Domherr in Münster und Osnabrück

### E
- Engelbert Anton von Wrede (1742–1808), Dompropst in Münster
- Eric Wrede (* 1980), deutscher Bestatter, Autor, Podcaster und Moderator
- Ernst Wrede (1914–2008), deutscher Verbandsfunktionär und Lobbyist
- Ernst Friedrich Wrede (Erhard Georg Friedrich Wrede; 1766–1826), deutscher Physiker und Prorektor zu Königsberg
- Eugen von Wrede (1806–1845), bayerischer Justizbeamter und Regierungspräsident der Rheinpfalz
- Eva Wrede (1898–1982), finnische Freifrau und Pferdezüchterin

### F
- Fabian Wrede (Politiker) (1641–1712), schwedischer Politiker
- Fabian Wrede (Feldmarschall) (1760–1824), schwedischer Feldmarschall
- Fabian Casimir Wrede (1724–1795), schwedischer General
- Fabian Ernst Wrede (1782–1833), schwedischer Generalmajor
- Fabian Jakob Wrede (1802–1893), schwedischer Generalleutnant
- Ferdinand Wrede (1863–1934), deutscher Sprachforscher
- Ferdinand von Wrede (1619–1685), Landdrost des Herzogtums Westfalen
- Friedrich Wrede († 2015), deutscher Beamter
- Friedrich von Wrede (1787–1869), deutscher Landrat des Kreises Iserlohn
- Fritz Wrede (1868–1945), deutscher Drehorgelbauer

### G
- Günther Wrede (1900–1977), deutscher Historiker

### H
- Hans-Heinrich Wrede (* 1946), deutscher Diplomat
- Hans-Joachim Wrede (* 1957), deutscher Fußballspieler
- Helena Elisabeth von Wrede († 1728), Äbtissin im Stift Nottuln
- Henning Wrede (* 1939), deutscher Archäologe

### I
- Ilka von Wrede (1838–1913), Philanthropin

### J
- Jens-Peter Wrede (* 1957), deutscher Segler
- Johann Ernst Wrede, deutscher Mediziner, Anatom, Chirurg, Generalstabsarzt und Lehrbeauftragter
- Johannes Wrede, Domherr in Münster
- Joseph von Wrede (1896–1981), deutscher Freiherr und Politiker (CDU)
- Julius Wrede (1881–1958), deutscher Verwaltungsbeamter, Bankmanager und Rittergutsbesitzer

### K
- Karl August Wrede (1859–1943), finnischer Architekt
- Karl Friedrich von Wrede (1828–1897), deutscher Politiker, MdL Bayern
- Karl Philipp von Wrede (Politiker) (1862–1928), deutscher Politiker, MdL Bayern
- Karl Theodor von Wrede (1797–1871), deutscher Verwaltungsbeamter, Regierungspräsident der Rheinpfalz
- Klaus Wrede (* 1921), deutscher General der Bundeswehr
- Klaus-Jürgen Wrede (* 1963), deutscher Spieleautor
- Konrad Wrede (1865–1947), deutscher Militär, Kunstsammler und Mäzen

### L
- Lothar Wrede (1930–2019), deutscher Politiker (SPD)
- Ludwig Wrede (1894–1965), österreichischer Eiskunstläufer
- Louis Wrede (1816–1901), schwedische Minister und Diplomat

### M
- Malte Müller-Wrede (* 1964), deutscher Rechtsanwalt, Herausgeber und Autor
- Marie Elisabeth Wrede (1898–1981), österreichische Kunstmalerin
- Martin Wrede, deutscher Historiker und Professor für die Geschichte der Frühen Neuzeit
- Mathilda Wrede (1864–1928), finnische Freifrau und Vorkämpferin der Sozialarbeit
- Matthias Wrede (Stiftungsgründer) (1614–1678), Kaufmann und Begründer der Wredeschen Armenstiftung
- Matthias Wrede (Wirtschaftswissenschaftler) (* 1963), deutscher Wirtschaftswissenschaftler

### N
- Nikolaus von Wrede (1837–1909), österreichischer General und Diplomat

### O
- Otto Wrede (1883–1945), deutscher Musikverleger

### P
- Philipp von Wrede zu Amecke († 1677), katholischer Priester, Domdekan in Worms und Administrator des Wormser Fürstbischofs

### R
- Rabbe Axel Wrede (1859–1938), finnischer Politiker und Jurist
- Richard Wrede (1869–1932), deutscher Jurist, Journalist und Autor

### T
- Theodor Freiherr von Wrede (1888–1973), deutscher Offizier
- Theodor Joseph von Wrede zu Amecke (1736–1808), Domherr in verschiedenen Bistümern
- Thomas Wrede (* 1963), deutscher Fotograf
- Thomas Scharf-Wrede (* 1959), deutscher Historiker, Sachbuchautor, Herausgeber und Archivar

### W
- Walther Wrede (1893–1990), deutscher Archäologe
- William Wrede (1859–1906), deutscher evangelisch-lutherischer Theologe
- Wilhelm August Julius Wrede (1822–1895), deutscher Fabrikant und Bankier